# Esquièze-Sère
Pour les articles homonymes, voir Sère.
Esquièze-Sère est une commune française située dans le sud du département des Hautes-Pyrénées, en région Occitanie. Sur le plan historique et culturel, la commune est dans la province du Lavedan, partie sud-occidentale de la Bigorre et constituée d'un ensemble de sept vallées en amont de la ville de Lourdes.
Exposée à un climat de montagne, elle est drainée par le gave de Pau, le Bastan et par deux autres cours d'eau. Incluse dans le Parc national des Pyrénées, la commune possède un patrimoine naturel remarquable : un site Natura 2000 (les « gaves de Pau et de Cauterets (et gorge de Cauterets) ») et trois zones naturelles d'intérêt écologique, faunistique et floristique.
Esquièze-Sère est une commune rurale qui compte 417 habitants en 2022. Elle est dans l'unité urbaine de Luz-Saint-Sauveur..
Ses habitants sont appelés les Esquiézois.

## Géographie

### Localisation
La commune d'Esquièze-Sère se trouve dans le département des Hautes-Pyrénées, en région Occitanie.
Elle se situe à 40 km à vol d'oiseau de Tarbes, préfecture du département, et à 16 km d'Argelès-Gazost, sous-préfecture.
Les communes les plus proches sont : 
Luz-Saint-Sauveur (0,5 km), Esterre (0,7 km), Sassis (1,3 km), Viella (1,3 km), Vizos (1,9 km), Sazos (2,1 km), Viey (2,2 km), Saligos (2,4 km).
Sur le plan historique et culturel, Esquièze-Sère fait partie de la province historique du Lavedan, partie sud-occidentale de la Bigorre et constitué d'un ensemble de sept vallées en amont de la ville de Lourdes. Historiquement, elle  fait partie de la province de Gascogne, et plus particulièrement du comté de Bigorre. La commune est dans le pays Toy, qui s'étend sur 43 302 hectares des gorges de Pierrefitte au col du Tourmalet et au cirque de Gavarnie,.
Esquièze-Sère est limitrophe de quatre autres communes.

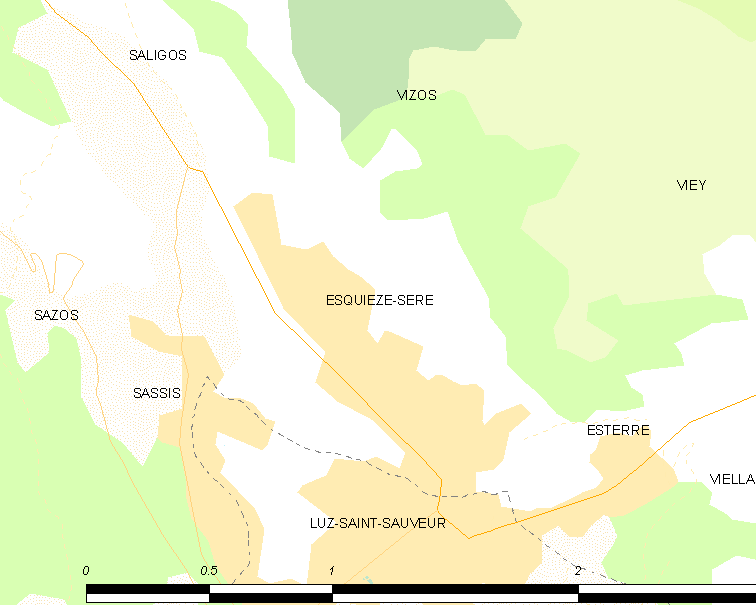
Carte de la commune d'Esquièze-Sère et des proches communes.

|        | Saligos           |         |
| Sassis | Esquièze-Sère     | Esterre |
|        | Luz-Saint-Sauveur |         |

### Paysages et relief

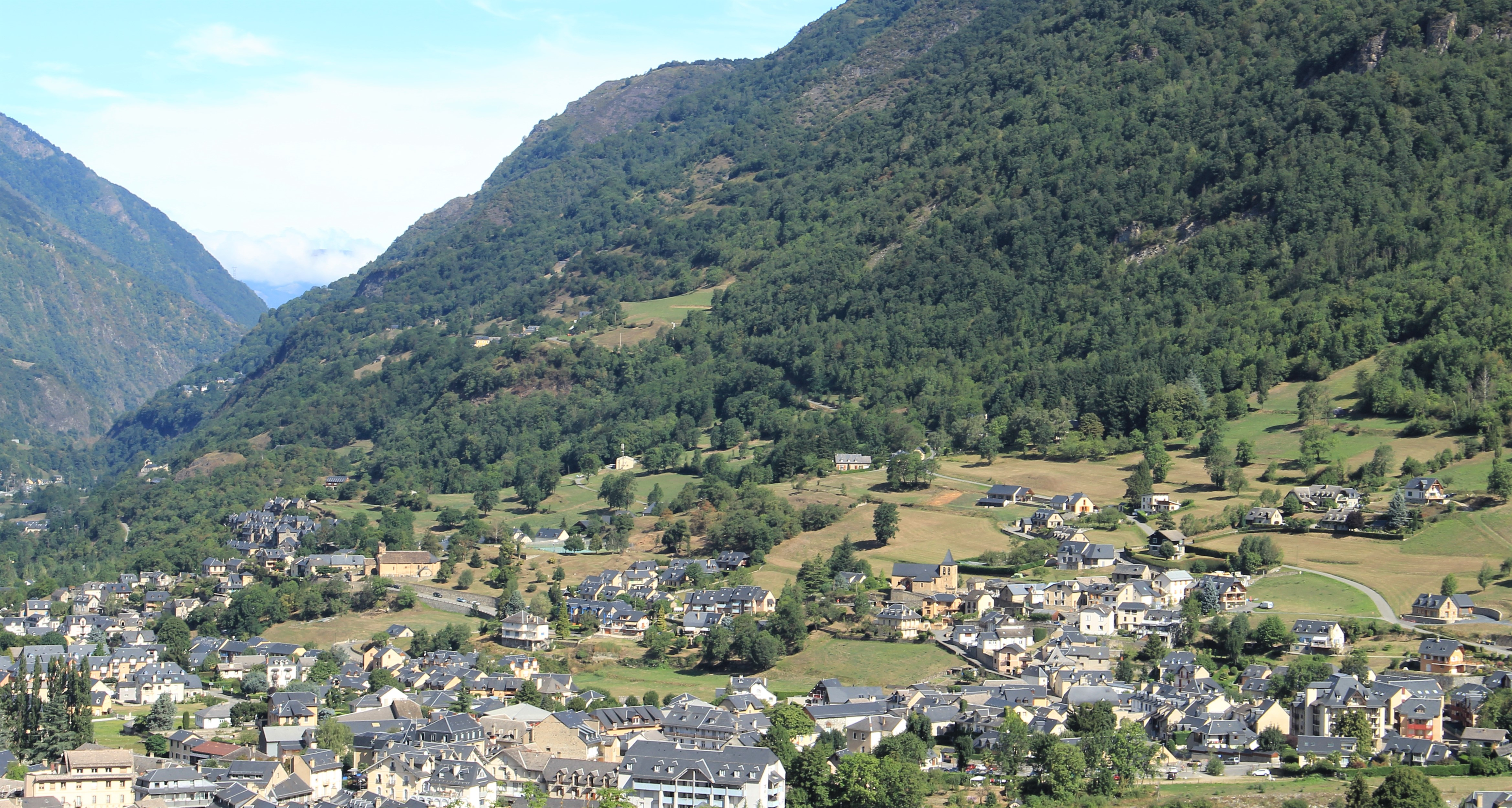
Vue du village.

### Hydrographie
La commune est dans le bassin de l'Adour, au sein du bassin hydrographique Adour-Garonne. Elle est drainée par le gave de Pau, le Bastan et par deux petits cours d'eau, constituant un réseau hydrographique de 2 km de longueur totale,.
Le gave de Pau, d'une longueur totale de 192,8 km, prend sa source dans la commune de Gavarnie-Gèdre et s'écoule du sud vers le nord. Il traverse la commune et se jette dans l'Adour à Saint-Loubouer, après avoir traversé 88 communes.
Le Bastan, d'une longueur totale de 12,9 km, prend sa source dans la commune de Sers et s'écoule du nord-est au sud-ouest. Il traverse la commune et se jette dans le gave de Pau à Sassis.

### Climat
Le climat qui caractérise la commune est qualifié, en 2010, de « climat des marges montargnardes », selon la typologie des climats de la France qui compte alors huit grands types de climats en métropole. En 2020, la commune ressort du type « climat de montagne » dans la classification établie par Météo-France, qui ne compte désormais, en première approche, que cinq grands types de climats en métropole. Pour ce type de climat, la température décroît rapidement en fonction de l'altitude. On observe une nébulosité minimale en hiver et maximale en été. Les vents et les précipitations varient notablement selon le lieu.
Les paramètres climatiques qui ont permis d’établir la typologie de 2010 comportent six variables pour les températures et huit pour les précipitations, dont les valeurs correspondent à la normale 1971-2000. Les sept principales variables caractérisant la commune sont présentées dans l'encadré ci-après.
| Paramètres climatiques communaux sur la période 1971-2000 - Moyenne annuelle de température : 10,4 °C - Nombre de jours avec une température inférieure à −5 °C : 4,8 j - Nombre de jours avec une température supérieure à 30 °C : 3,4 j - Amplitude thermique annuelle : 14 °C - Cumuls annuels de précipitation : 1 246 mm - Nombre de jours de précipitation en janvier : 11,1 j - Nombre de jours de précipitation en juillet : 8,7 j |

Avec le changement climatique, ces variables ont évolué. Une étude réalisée en 2014 par la Direction générale de l'Énergie et du Climat complétée par des études régionales prévoit en effet que la  température moyenne devrait croître et la pluviométrie moyenne baisser, avec toutefois de fortes variations régionales. Ces changements peuvent être constatés sur la station météorologique de Météo-France la plus proche, « Barèges Ville », sur la commune de Barèges, mise en service en 1944 et qui se trouve à 6 km à vol d'oiseau,, où la température moyenne annuelle est de 8,9 °C et la hauteur de précipitations de 1 235,3 mm pour la période 1981-2010.
Sur la station météorologique historique la plus proche, « Tarbes-Lourdes-Pyrénées », sur la commune d'Ossun, mise en service en 1946 et à 34 km, la température moyenne annuelle évolue de 12,2 °C pour la période 1971-2000, à 12,6 °C pour 1981-2010, puis à 12,9 °C pour 1991-2020.

### Milieux naturels et biodiversité

#### Espaces protégés
La protection réglementaire est le mode d’intervention le plus fort pour préserver des espaces naturels remarquables et leur biodiversité associée,.
Dans ce cadre, la commune fait partie de l'aire d'adhésion du Parc National des Pyrénées. Ce  parc national, créé en 1967, abrite une faune riche et spécifique particulièrement intéressante : importantes populations d’isards, colonies de marmottes réimplantées avec succès, grands rapaces tels le Gypaète barbu, le Vautour fauve, le Percnoptère d’Égypte ou l’Aigle royal, le Grand tétras et le discret Desman des Pyrénées qui constitue l’exemple type de ce précieux patrimoine confié au Parc national et aussi l'Ours des Pyrénées,,.

#### Réseau Natura 2000

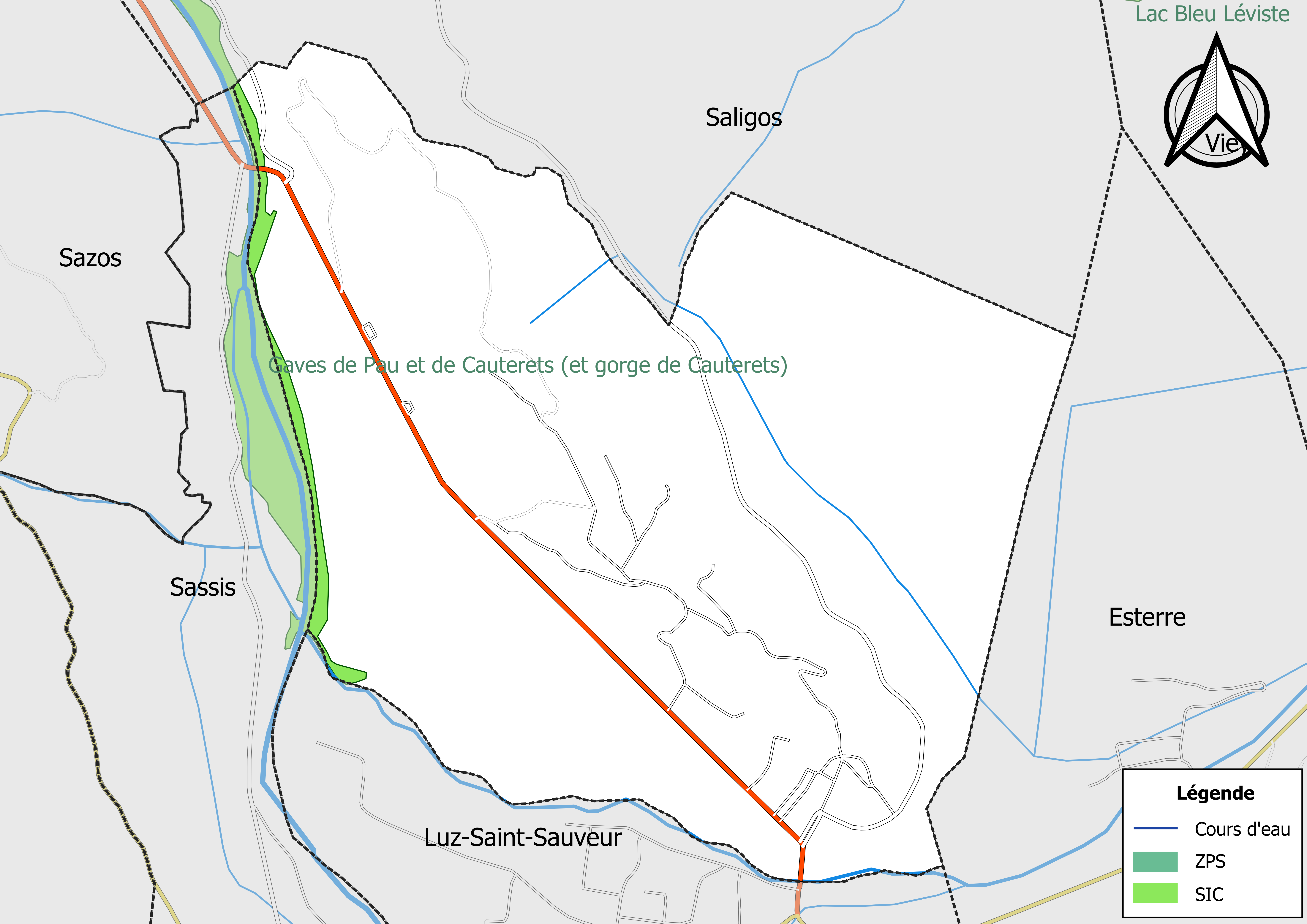
Site Natura 2000 sur le territoire communal.

Le réseau Natura 2000 est un réseau écologique européen de sites naturels d'intérêt écologique élaboré à partir des directives habitats et oiseaux, constitué de zones spéciales de conservation (ZSC) et de zones de protection spéciale (ZPS).
Un site Natura 2000 a été défini sur la commune au titre de la directive habitats : les « gaves de Pau et de Cauterets (et gorge de Cauterets) », d'une superficie de 482 ha, sont un site est localisé sur deux domaines biogéographiques : 42 % pour le domaine atlantique et 58 % pour le domaine alpin. Il sconstituent des réseaux linéaires sélectionnés pour leurs capacités d'accueil du saumon Salmo salar.

#### Zones naturelles d'intérêt écologique, faunistique et floristique
L’inventaire des zones naturelles d'intérêt écologique, faunistique et floristique (ZNIEFF) a pour objectif de réaliser une couverture des zones les plus intéressantes sur le plan écologique, essentiellement dans la perspective d’améliorer la connaissance du patrimoine naturel national et de fournir aux différents décideurs un outil d’aide à la prise en compte de l’environnement dans l’aménagement du territoire.
Deux ZNIEFF de type 1 sont recensées sur la commune :
le « cours moyen du Gave de Pau (Gave de Luz) et ruisseau de Bastan » (109 ha), couvrant 15 communes du département et 
le « versant sud du Soum d´Arrouy, du Gave au pic de Barbe » (4 507 ha), couvrant 9 communes du département
et une ZNIEFF de type 2, : 
les « vallées de Barèges et de Luz » (22 843 ha), couvrant 24 communes du département.

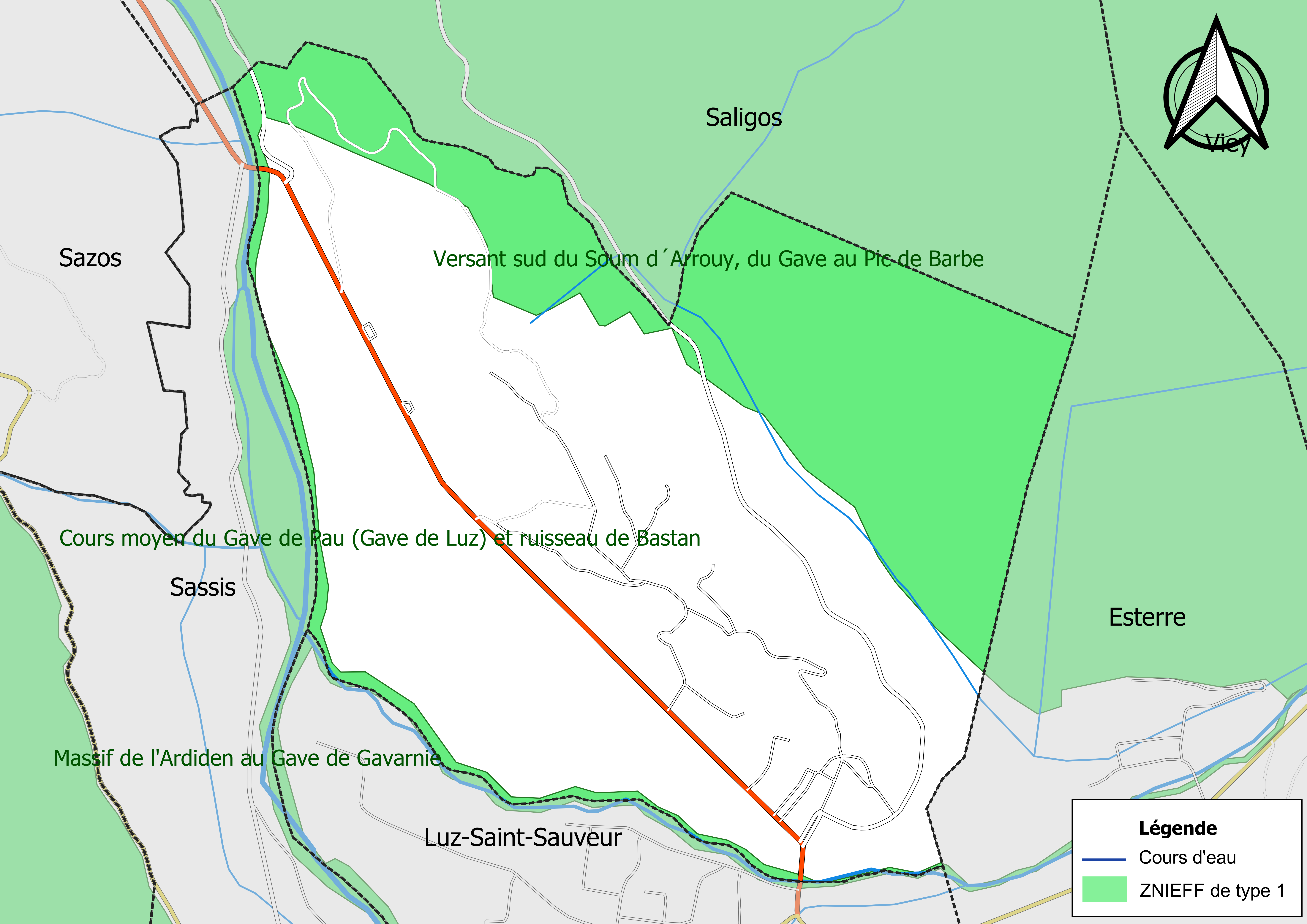
Carte des ZNIEFF de type 1 sur la commune.
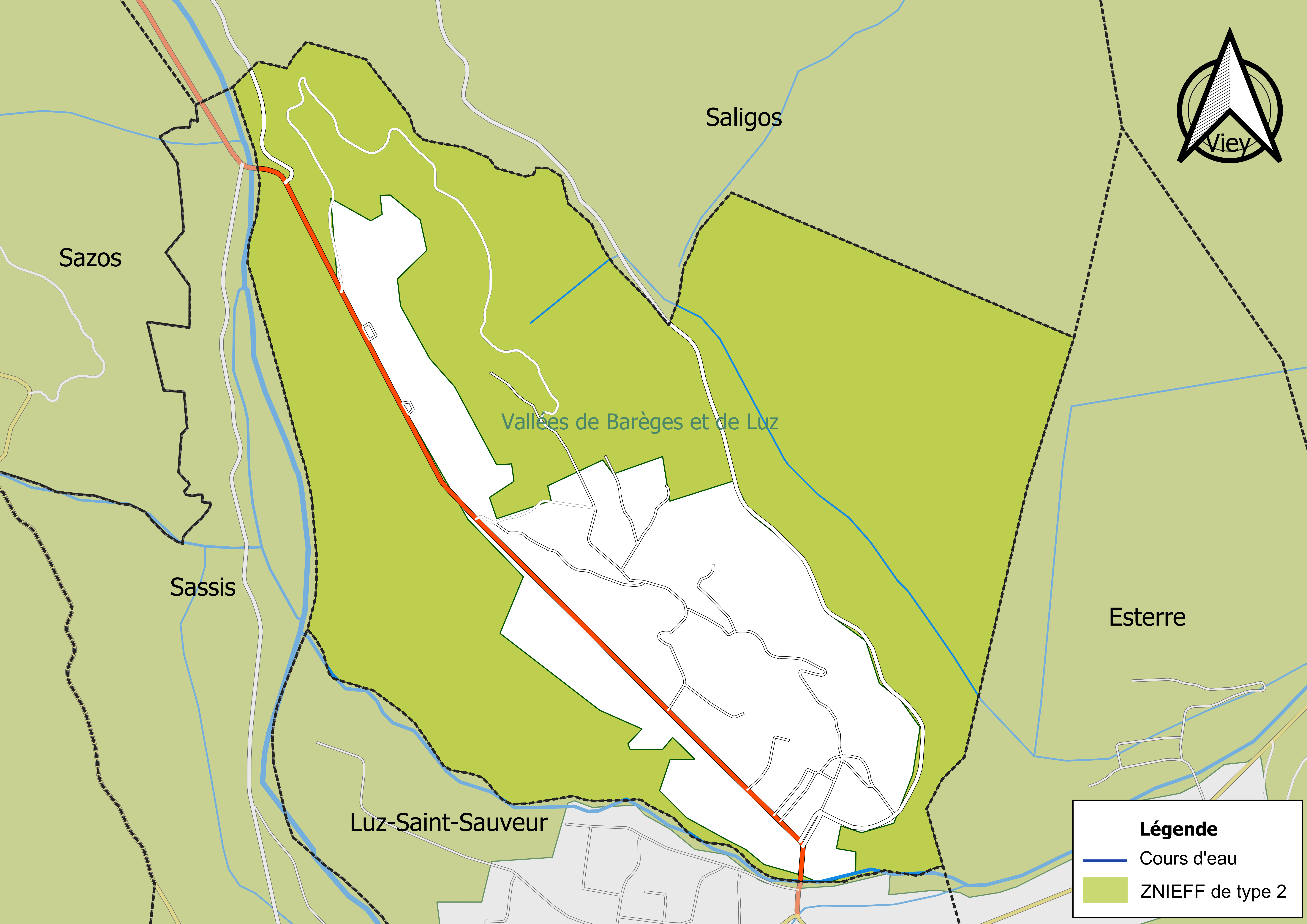
Carte de la ZNIEFF de type 2 sur la commune.

## Urbanisme

### Typologie
Au 1er janvier 2024, Esquièze-Sère est catégorisée commune rurale à habitat dispersé, selon la nouvelle grille communale de densité à sept niveaux définie par l'Insee en 2022.
Elle appartient à l'unité urbaine de Luz-Saint-Sauveur, une agglomération intra-départementale regroupant douze  communes, dont elle est une commune de la banlieue,,. La commune est en outre hors attraction des villes,.

### Occupation des sols
L'occupation des sols de la commune, telle qu'elle ressort de la base de données européenne d’occupation biophysique des sols Corine Land Cover (CLC), est marquée par l'importance des territoires agricoles (56,1 % en 2018), une proportion sensiblement équivalente à celle de 1990 (56,5 %). La répartition détaillée en 2018 est la suivante : 
prairies (33,6 %), zones urbanisées (29,1 %), zones agricoles hétérogènes (22,5 %), forêts (13,1 %), milieux à végétation arbustive et/ou herbacée (1,7 %).
L'IGN met par ailleurs à disposition un outil en ligne permettant de comparer l’évolution dans le temps de l’occupation des sols de la commune (ou de territoires à des échelles différentes). Plusieurs époques sont accessibles sous forme de cartes ou photos aériennes : la carte de Cassini (XVIIIe siècle), la carte d'état-major (1820-1866) et la période actuelle (1950 à aujourd'hui).

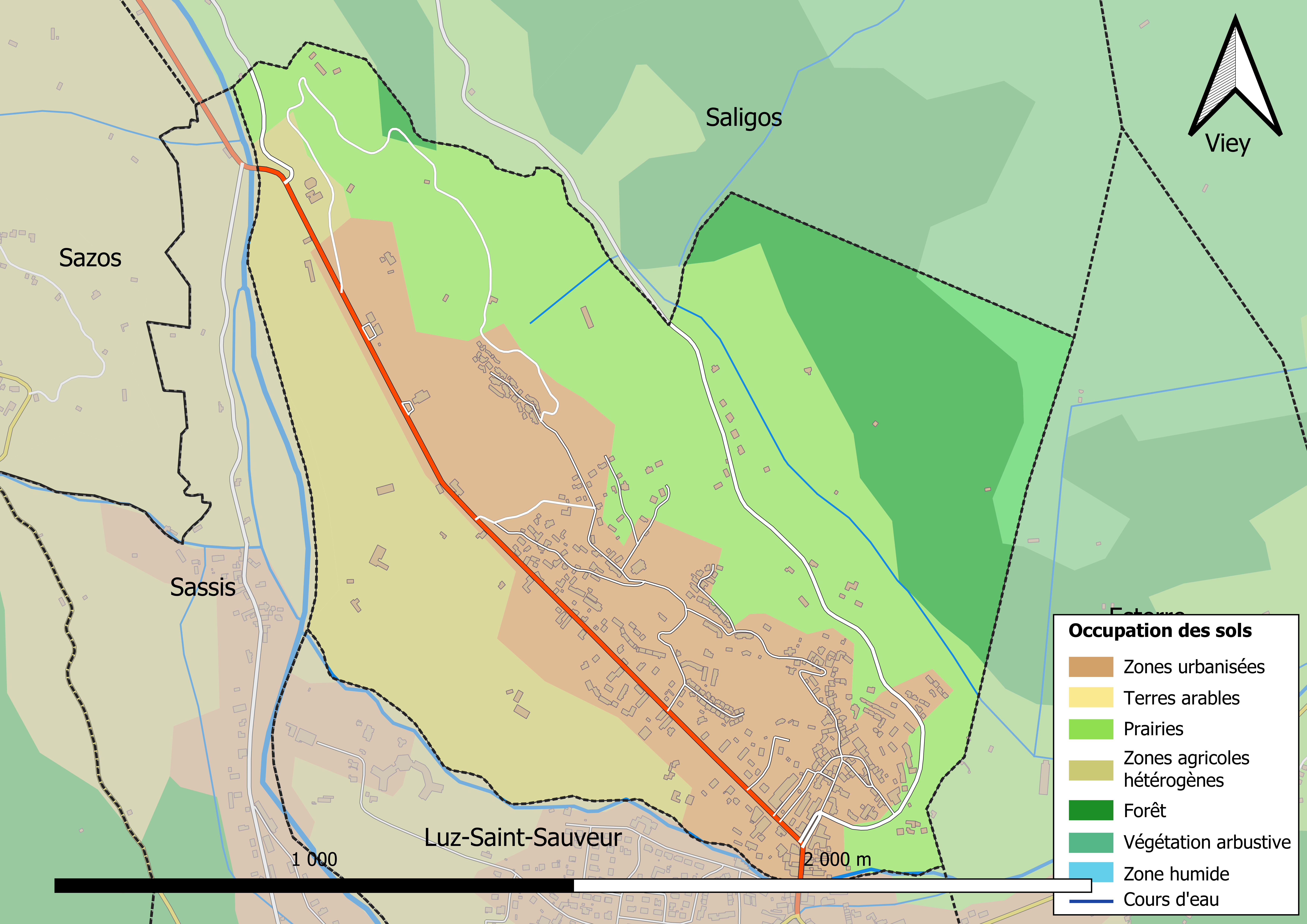
Carte des infrastructures et de l'occupation des sols en 2018 (CLC) de la commune.
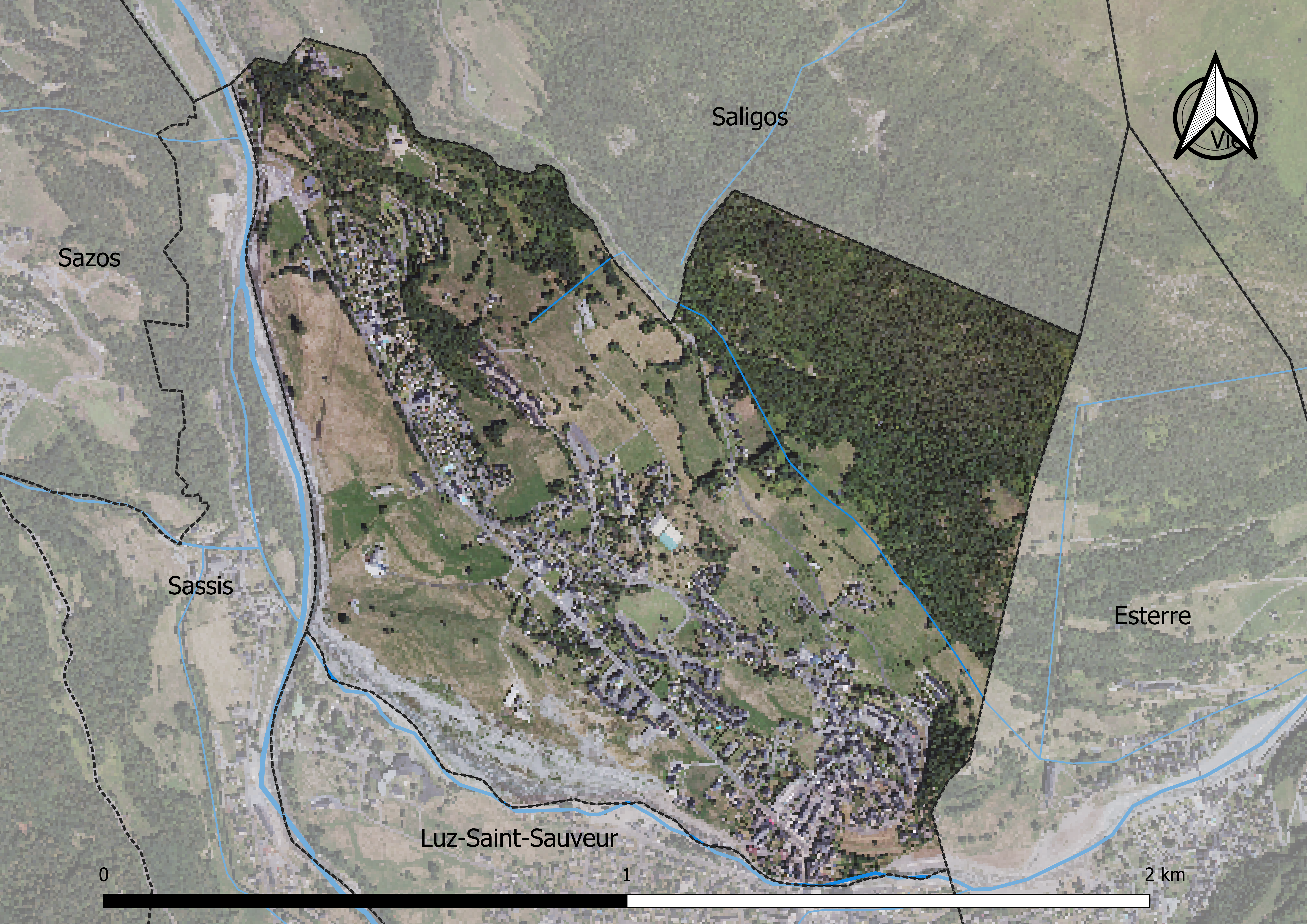
Carte orthophotogrammétrique de la commune.

### Voies de communication et transports
Cette commune est desservie par la route départementale D 918 et par la route départementale D 921 (ancienne N 21).

### Risques majeurs
Le territoire de la commune d'Esquièze-Sère est vulnérable à différents aléas naturels : météorologiques (tempête, orage, neige, grand froid, canicule ou sécheresse), inondations, feux de forêts, mouvements de terrains, avalanche  et séisme (sismicité moyenne). Il est également exposé à un risque particulier : le risque de radon. Un site publié par le BRGM permet d'évaluer simplement et rapidement les risques d'un bien localisé soit par son adresse soit par le numéro de sa parcelle.

#### Risques naturels
Certaines parties du territoire communal sont susceptibles d’être affectées par le risque d’inondation par débordement de cours d'eau, notamment le gave de Pau et le Bastan. La cartographie des zones inondables en ex-Midi-Pyrénées réalisée dans le cadre du XIe Contrat de plan État-région, visant à informer les citoyens et les décideurs sur le risque d’inondation, est accessible sur le site de la DREAL Occitanie. La commune a été reconnue en état de catastrophe naturelle au titre des dommages causés par les inondations et coulées de boue survenues en 1982, 1999, 2005, 2009, 2012 et 2013,.
Esquièze-Sère est exposée au risque de feu de forêt. Un plan départemental de protection des forêts contre les incendies a été approuvé par arrêté préfectoral le 21 avril 2020 pour la période 2020-2029. Le précédent couvrait la période 2007-2017. L’emploi du feu est régi par deux types de réglementations. D’abord le code forestier et l’arrêté préfectoral du 27 octobre 2014, qui réglementent l’emploi du feu à moins de 200 m des espaces naturels combustibles sur l’ensemble du département. Ensuite celle établie dans le cadre de la lutte contre la pollution de l’air, qui interdit le brûlage des déchets verts des particuliers. L’écobuage est quant à lui réglementé dans le cadre de commissions locales d’écobuage (CLE)

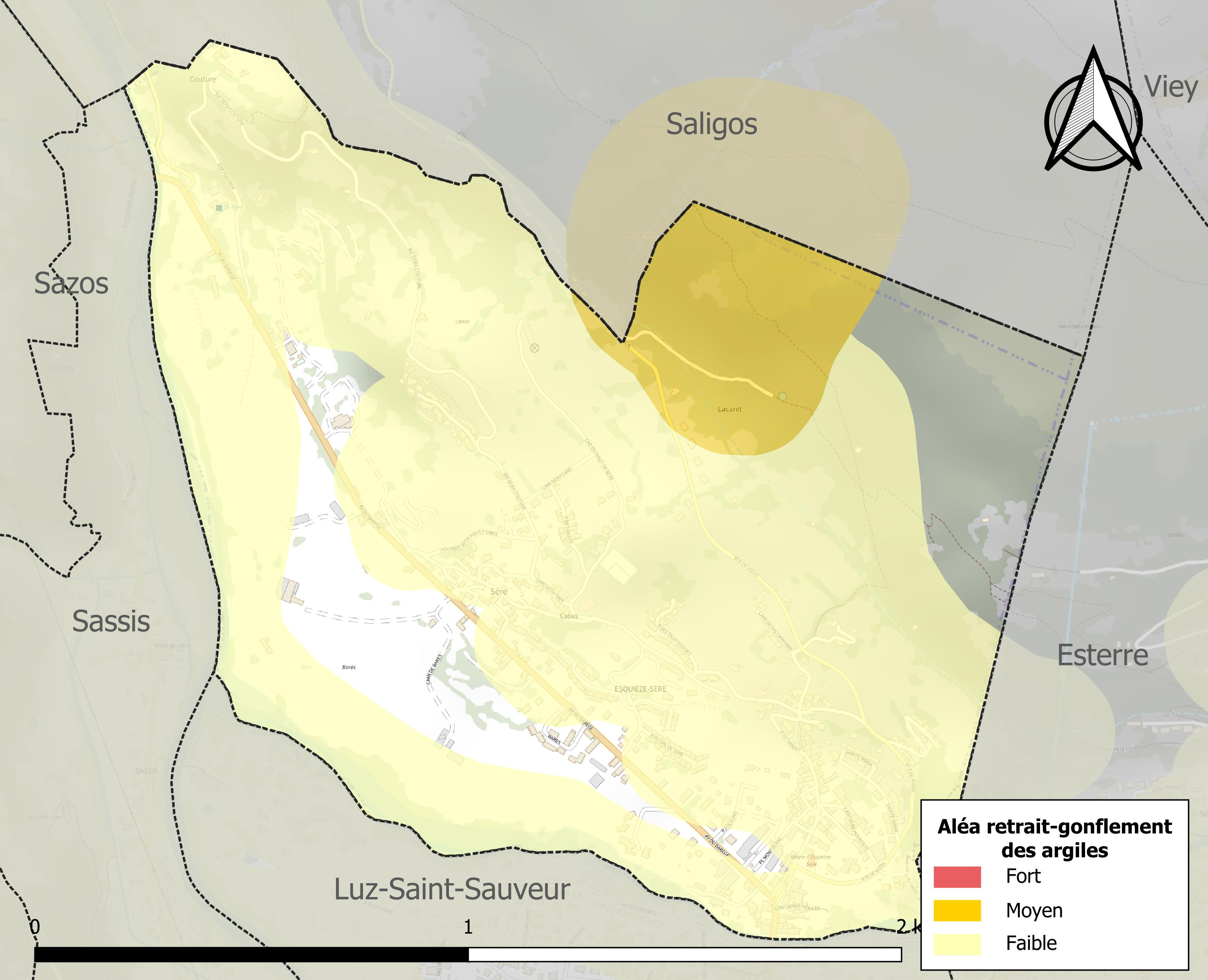
Carte des zones d'aléa retrait-gonflement des sols argileux d'Esquièze-Sère.

Les mouvements de terrains susceptibles de se produire sur la commune sont des mouvements de sols liés à la présence d'argile et des tassements différentiels.
Le retrait-gonflement des sols argileux est susceptible d'engendrer des dommages importants aux bâtiments en cas d’alternance de périodes de sécheresse et de pluie. 8,2 % de la superficie communale est en aléa moyen ou fort (44,5 % au niveau départemental et 48,5 % au niveau national). Sur les 251 bâtiments dénombrés sur la commune en 2019, 3 sont en aléa moyen ou fort, soit 1 %, à comparer aux 75 % au niveau départemental et 54 % au niveau national. Une cartographie de l'exposition du territoire national au retrait gonflement des sols argileux est disponible sur le site du BRGM,.
Par ailleurs, afin de mieux appréhender le risque d’affaissement de terrain, l'inventaire national des cavités souterraines permet de localiser celles situées sur la commune.
Concernant les mouvements de terrains, la commune a été reconnue en état de catastrophe naturelle au titre des dommages causés par des mouvements de terrain en 1999 et 2013.
La commune est exposée aux risques d'avalanche. Les habitants exposés à ce risque doivent se renseigner, en mairie, de l’existence d’un plan de prévention des risques avalanches (PPRA). Le cas échéant, identifier les mesures applicables à l'habitation, identifier, au sein de l'habitation, la pièce avec la façade la moins exposée à l’aléa pouvant faire office, au besoin, de zone de confinement et équiper cette pièce avec un kit de situation d’urgence,.

#### Risque particulier
Dans plusieurs parties du territoire national, le radon, accumulé dans certains logements ou autres locaux, peut constituer une source significative d’exposition de la population aux rayonnements ionisants. Certaines communes du département sont concernées par le risque radon à un niveau plus ou moins élevé. Selon la classification de 2018, la commune d'Esquièze-Sère est classée en zone 3, à savoir zone à potentiel radon significatif.

## Toponymie

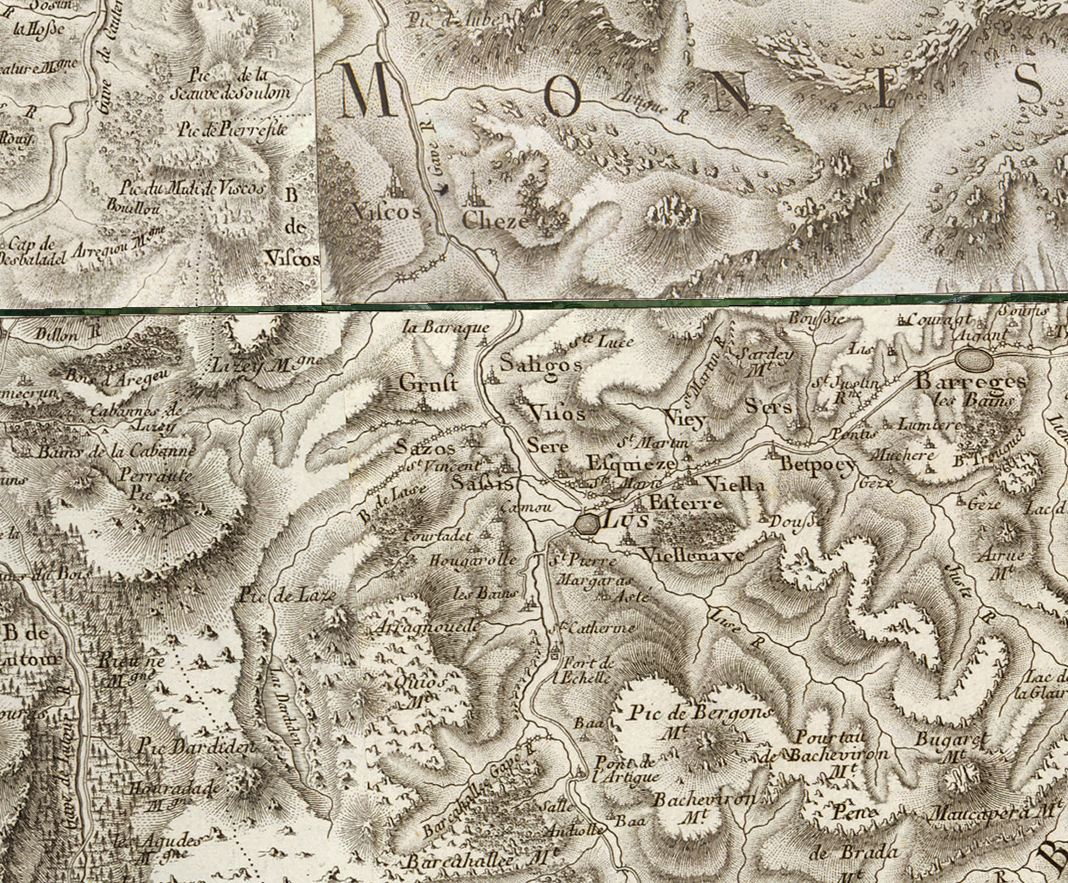
Extrait de la carte de Cassini (entre 1756 et 1789) situant Esquièze-Sère à côté de Luz-Saint-Sauveur

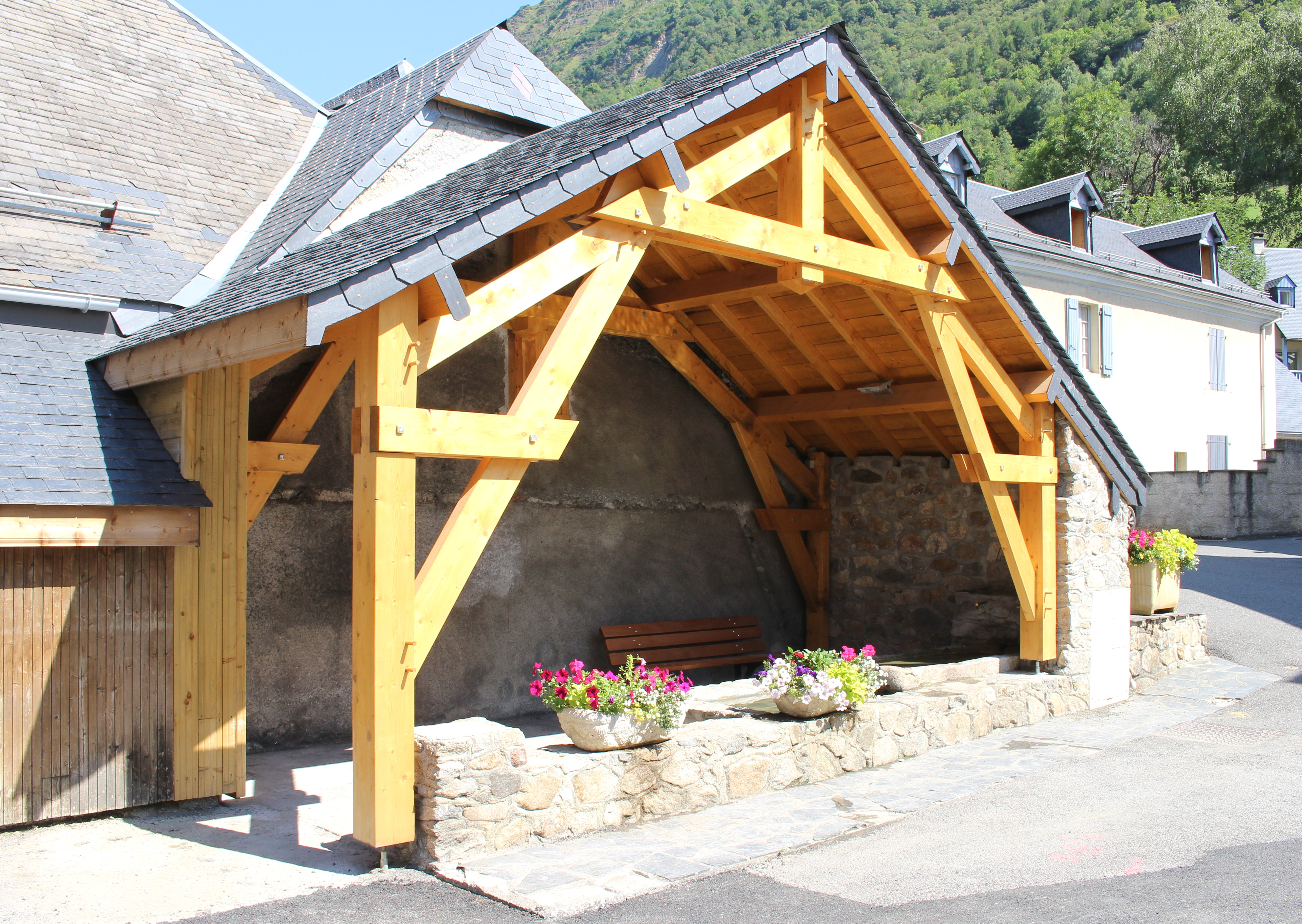
Le lavoir en 2016.

On trouvera les principales informations dans le Dictionnaire toponymique des communes des Hautes-Pyrénées de Michel Grosclaude et Jean-François Le Nail qui rapporte les dénominations historiques des villages :

### Esquièze
Dénominations historiques :
- Ezii Guilhermi de Squisa, latin et gascon (XIIe siècle, cartulaire de Bigorre) ;
- De Squisa, (XIIe s., cartulaires Bigorre ; 1379, procuration Tarbes) ;
- De-Squiza, (1313, Debita regi Navarre) ;
- De Esquisa, (1342, pouillé de Tarbes) ;
- de-Squiza, (1429, censier de Bigorre) ;
- Esquieses, (1614, Guillaume Mauran) ;
- Esquiése, (Larcher, pouillé de Tarbes).

Nom occitan : Esquiesa.

### Sère
Dénominations historiques :
- Bernardus de Cera, latin (1037 ou v. 1040, Livre vert Bénac) ;
- Cera, latin (XIIe siècle, cartulaire de Bigorre) ;
- De Sera, (1313, Debita regi Navarre ; 1342, pouillé de Tarbes) ;
- de Serra, (1342, pouillé de Tarbes) ;
- Sera, (1429, censier  de Bigorre) ;
- Sere en Barège, (1736-1789, registres paroissiaux) ;
- Sere en Barège, (1760, Larcher, pouillé de Tarbes) ;
- Sere, (1790, Département 1 et 2) ;
- Sère-en-Barège, (1806, Laboulinière).

Étymologie : du latin cella (= ermitage, petit monastère).
Nom occitan : Cèra.

## Histoire
En 1801, Louis-François Ramond relève la culture du froment à Esquièze-Sère.
Les communes d'Esquièze et de Sère-Barèges fusionnent en 1846 sous le nom d'Esquièze-Sère.

## Politique et administration

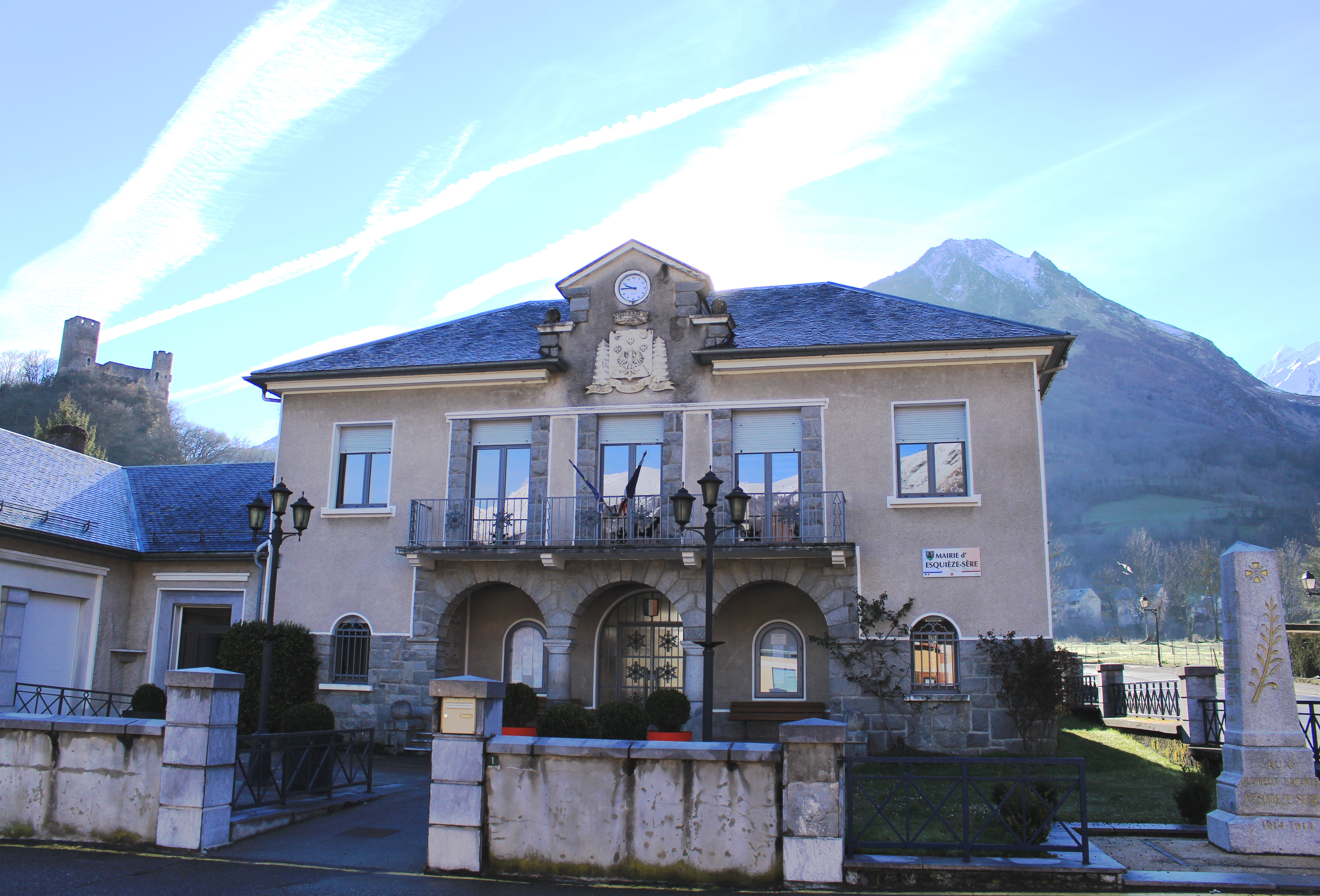
La mairie en 2018.

### Intercommunalité
Esquièze-Sère fait partie de la communauté de communes du Pays Toy, créée en avril 1997, qui réunit quinze communes.

### Liste des maires
| Période                                  | Période    | Identité            | Étiquette | Qualité |
| ---------------------------------------- | ---------- | ------------------- | --------- | ------- |
| Les données manquantes sont à compléter. |            |                     |           |         |
|                                          |            |                     |           |         |
| mars 2001                                | avril 2014 | Jean-Daniel Morigny |           |         |
| avril 2014                               | En cours   | Patrice Vuillaume   |           |         |

## Population et société

### Démographie

#### Évolution démographique
L'évolution du nombre d'habitants est connue à travers les recensements de la population effectués dans la commune depuis 1793. Pour les communes de moins de 10 000 habitants, une enquête de recensement portant sur toute la population est réalisée tous les cinq ans, les populations de référence des années intermédiaires étant quant à elles estimées par interpolation ou extrapolation. Pour la commune, le premier recensement exhaustif entrant dans le cadre du nouveau dispositif a été réalisé en 2004.

En 2022, la commune comptait 417 habitants, en évolution de +4,51 % par rapport à 2016 (Hautes-Pyrénées : +1,59 %, France hors Mayotte : +2,11 %).
| 1793 | 1800 | 1806 | 1821 | 1831 | 1836 | 1841 | 1846 | 1851 |
| ---- | ---- | ---- | ---- | ---- | ---- | ---- | ---- | ---- |
| 176  | 172  | 194  | 200  | 194  | 207  | 357  | 384  | 413  |

| 1856 | 1861 | 1866 | 1872 | 1876 | 1881 | 1886 | 1891 | 1896 |
| ---- | ---- | ---- | ---- | ---- | ---- | ---- | ---- | ---- |
| 395  | 409  | 433  | 394  | 420  | 413  | 411  | 375  | 358  |

| 1901 | 1906 | 1911 | 1921 | 1926 | 1931 | 1936 | 1946 | 1954 |
| ---- | ---- | ---- | ---- | ---- | ---- | ---- | ---- | ---- |
| 358  | 414  | 417  | 345  | 438  | 411  | 378  | 405  | 562  |

| 1962 | 1968 | 1975 | 1982 | 1990 | 1999 | 2004 | 2006 | 2009 |
| ---- | ---- | ---- | ---- | ---- | ---- | ---- | ---- | ---- |
| 487  | 465  | 503  | 443  | 500  | 464  | 438  | 418  | 383  |

| 2014 | 2019 | 2022 | - | - | - | - | - | - |
| ---- | ---- | ---- | - | - | - | - | - | - |
| 398  | 406  | 417  | - | - | - | - | - | - |

### Enseignement
La commune dépend de l'académie de Toulouse. Elle dispose d’une école en 2019.
- École maternelle.
- École élémentaire.

### Sports

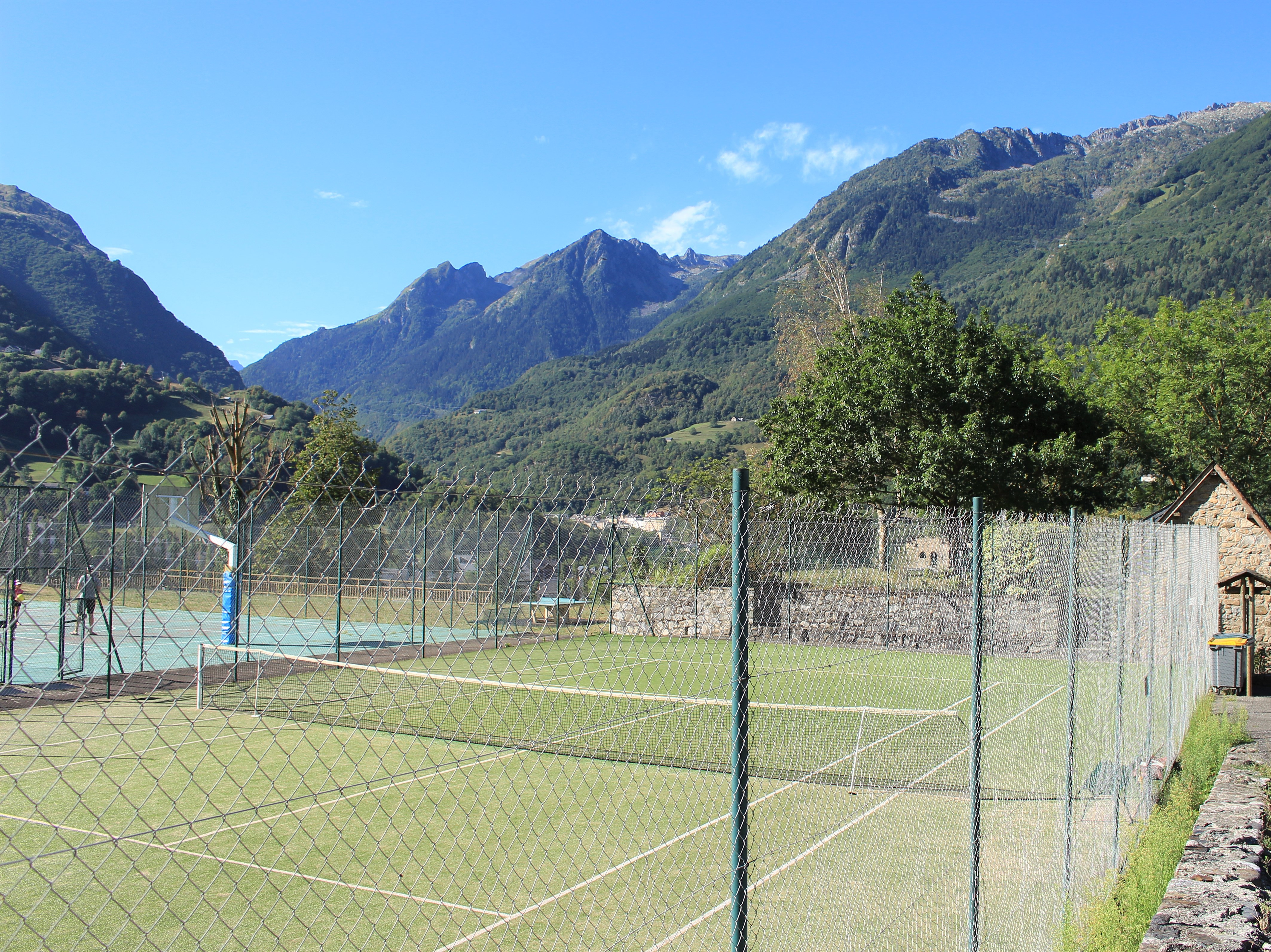
Le court de tennis.

## Économie

### Revenus
En 2018, la commune compte 211 ménages fiscaux, regroupant 424 personnes. La médiane du revenu disponible par unité de consommation est de 20 480 € (20 420 € dans le département).

### Emploi
|                | 2008  | 2013  | 2018  |
| -------------- | ----- | ----- | ----- |
| Commune        | 3,5 % | 8,2 % | 4,7 % |
| Département    | 7,7 % | 9,4 % | 9,8 % |
| France entière | 8,3 % | 10 %  | 10 %  |

En 2018, la population âgée de 15 à 64 ans s'élève à 234 personnes, parmi lesquelles on compte 79,6 % d'actifs (74,9 % ayant un emploi et 4,7 % de chômeurs) et 20,4 % d'inactifs,. Depuis 2008, le taux de chômage communal (au sens du recensement) des 15-64 ans est inférieur à celui de la France et du département.
La commune est hors attraction des villes,. Elle compte 132 emplois en 2018, contre 126 en 2013 et 120 en 2008. Le nombre d'actifs ayant un emploi résidant dans la commune est de 177, soit un indicateur de concentration d'emploi de 74,3 % et un taux d'activité parmi les 15 ans ou plus de 54,8 %.
Sur ces 177 actifs de 15 ans ou plus ayant un emploi, 50 travaillent dans la commune, soit 28 % des habitants. Pour se rendre au travail, 68,5 % des habitants utilisent un véhicule personnel ou de fonction à quatre roues, 2,8 % les transports en commun, 21,9 % s'y rendent en deux-roues, à vélo ou à pied et 6,7 % n'ont pas besoin de transport (travail au domicile).

## Culture locale et patrimoine

### Lieux et monuments
- L'église Saint-Jean-Baptiste de Sère fait l'objet d’un classement au titre des monuments historiques depuis 1914[56].
- L'église Saint-Nicolas d'Esquièze fait l'objet d’une inscription au titre des monuments historiques depuis 1979[57].
- La fontaine de la place de l'Arole.
- La grande maison blanche de la place de l'Arole construite en 1818 par Bernard Verges. Elle eut un rôle majeur dans le commerce de mules avec l'Espagne.

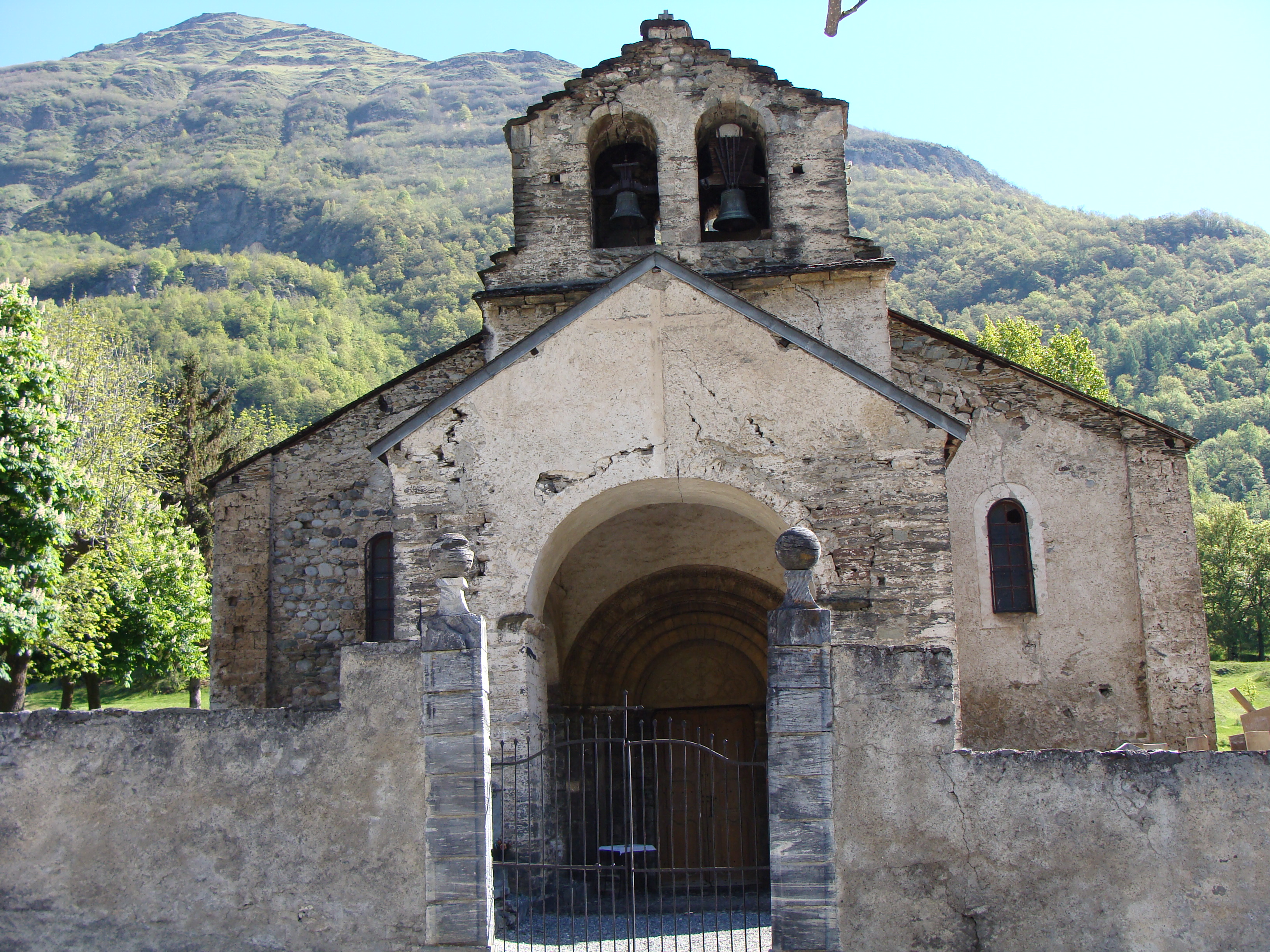
La façade sud-ouest de l'église de Sère.
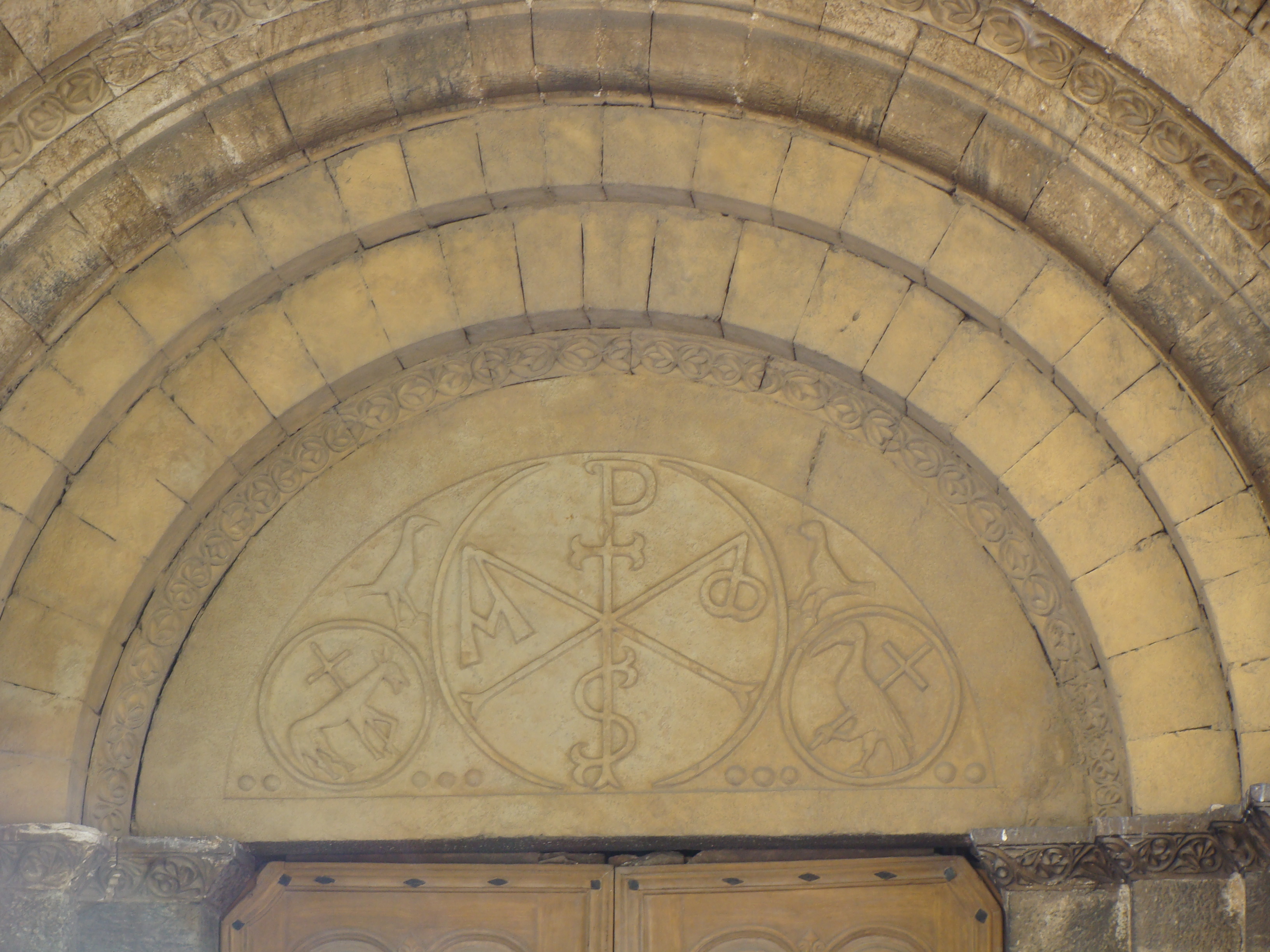
Le tympan du portail de l'église de Sère.
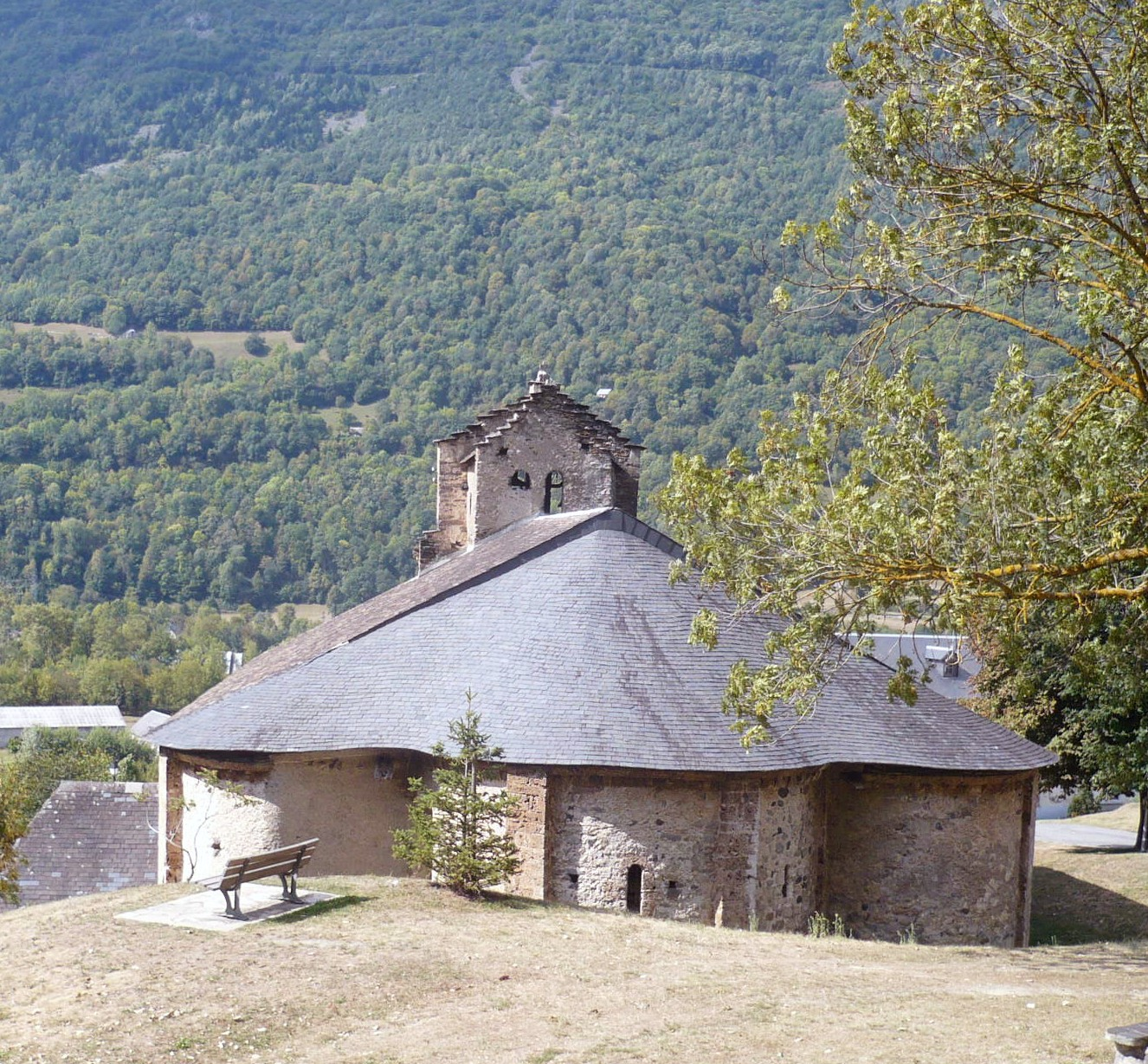
Le chevet de l'église de Sère.
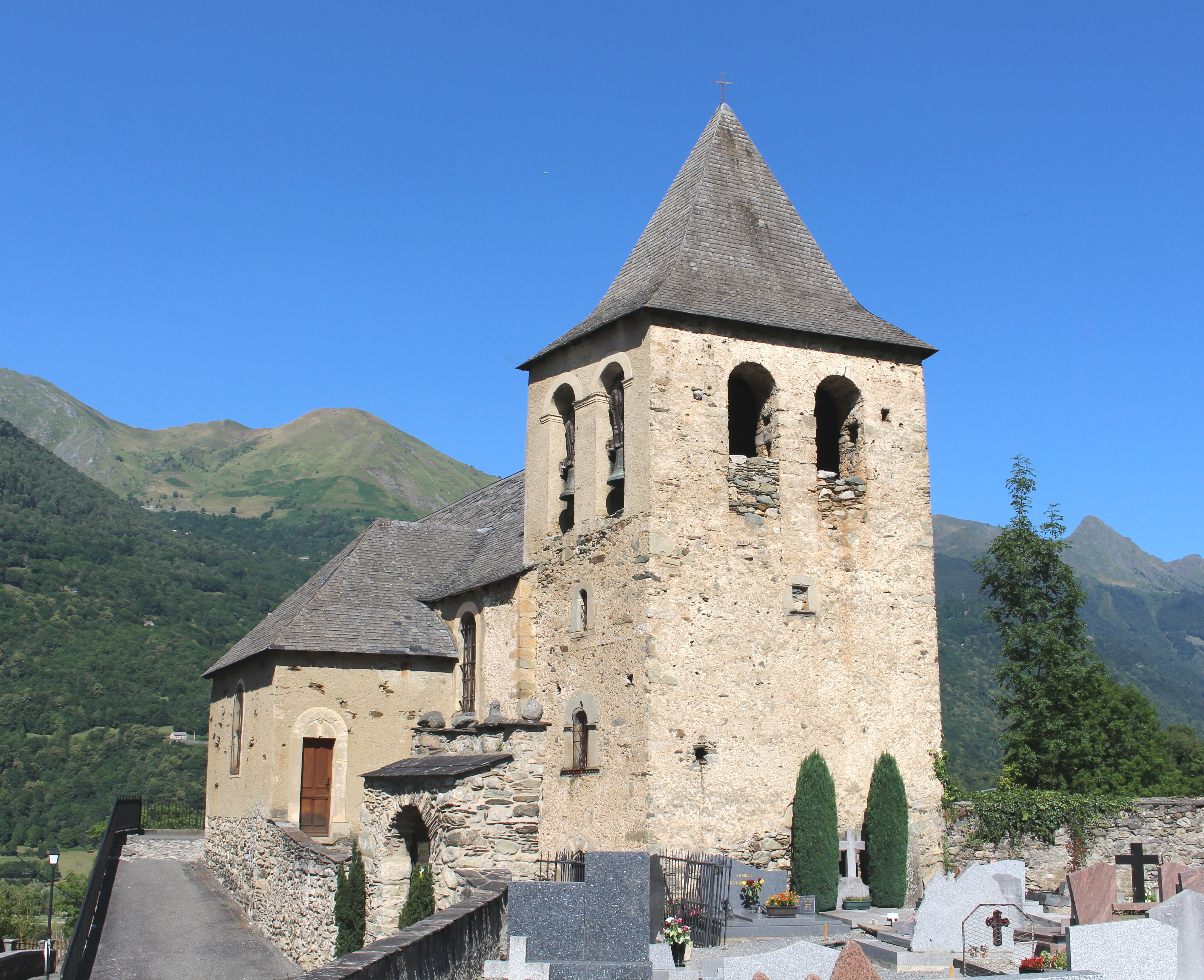
L'église Saint-Nicolas en 2016.
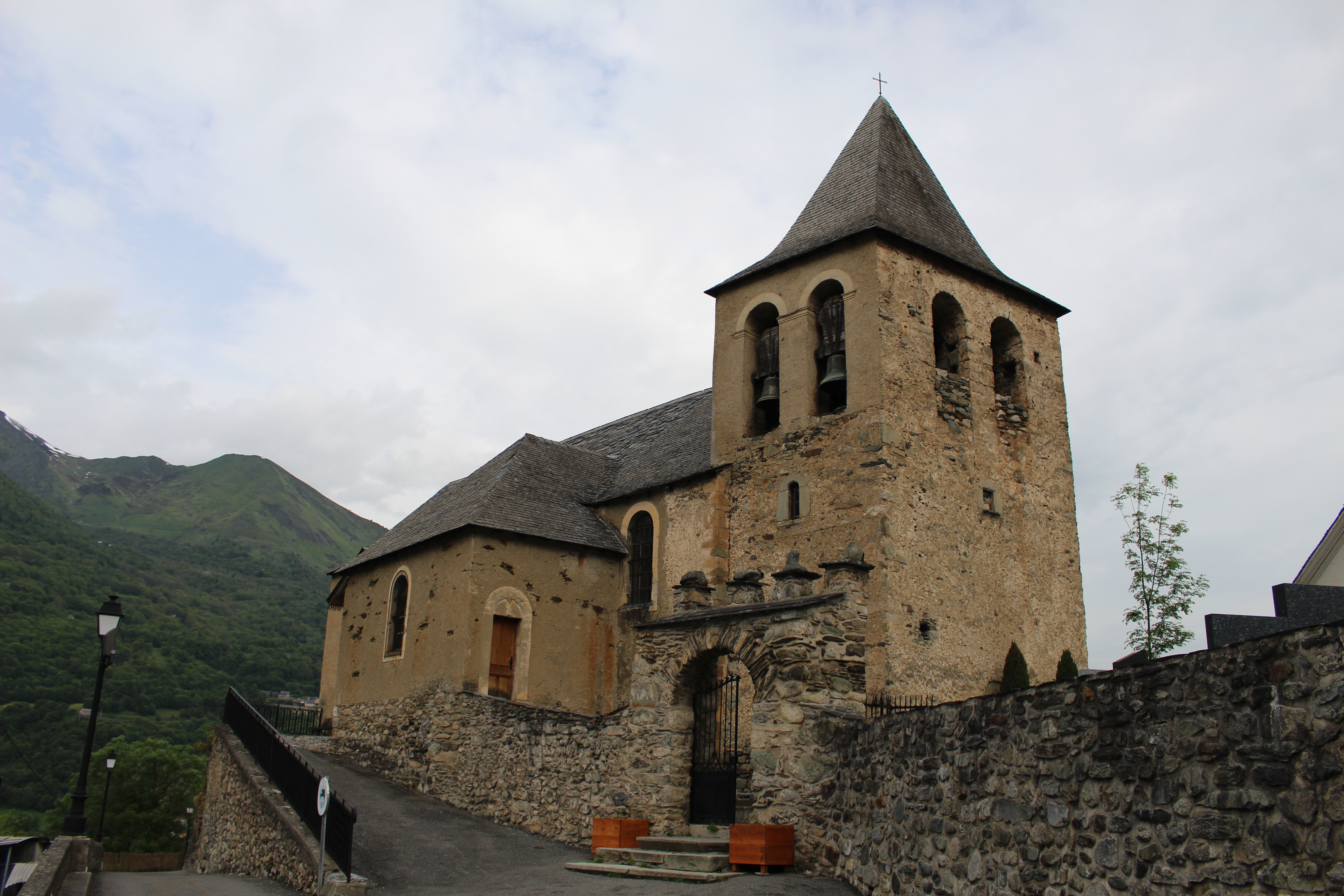
L'église Saint-Nicolas.
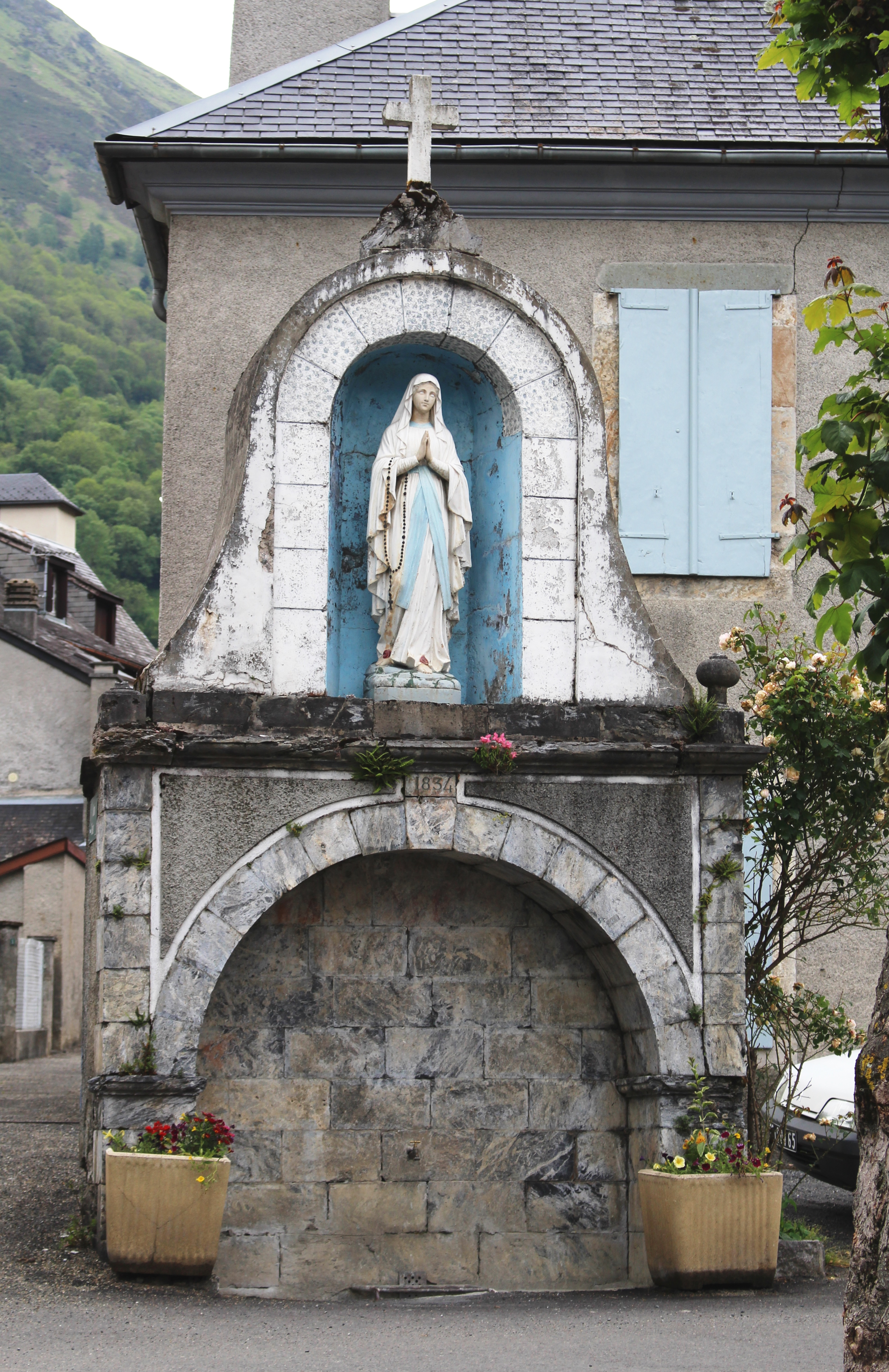
L'oratoire.
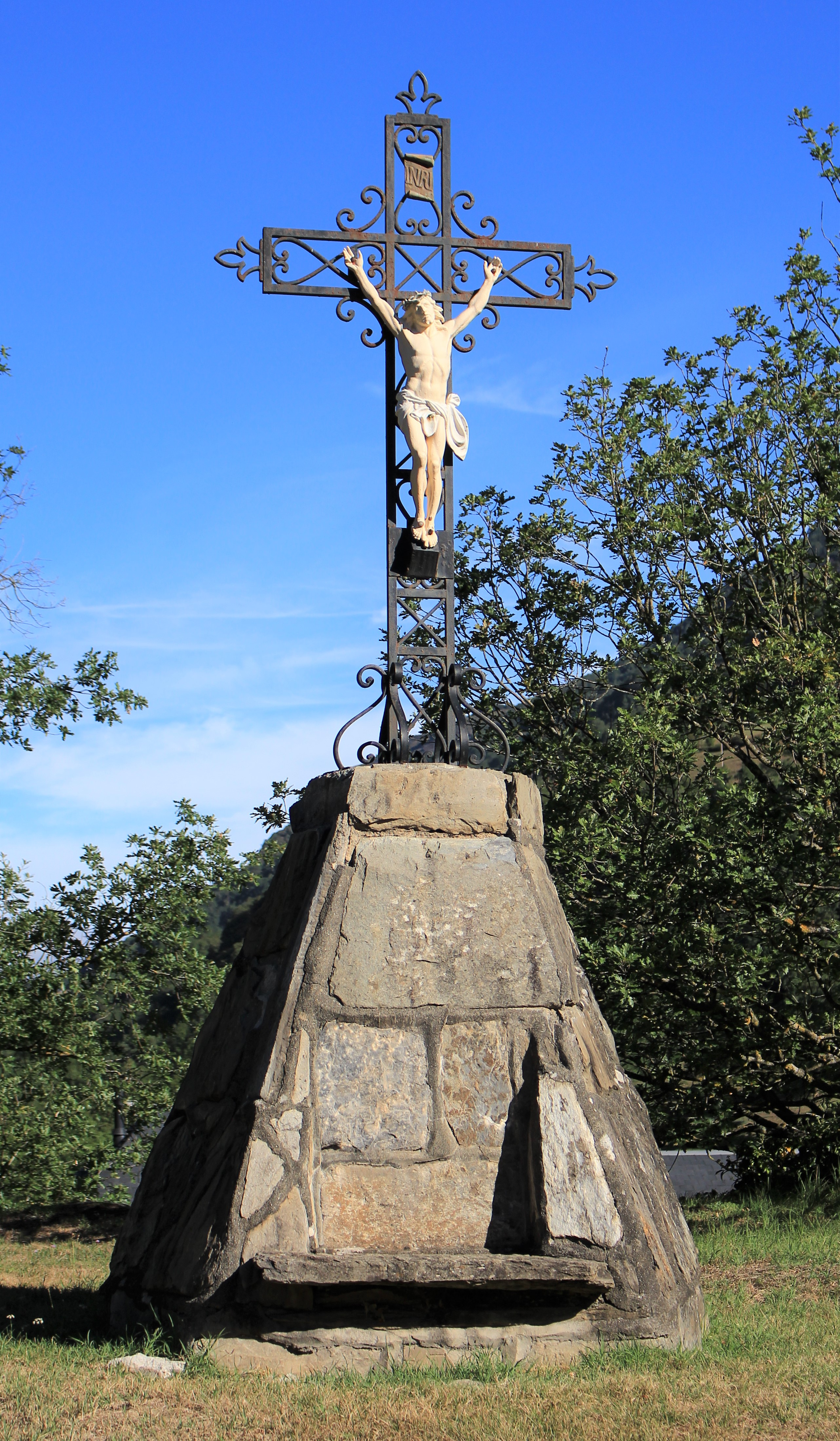
Une croix.
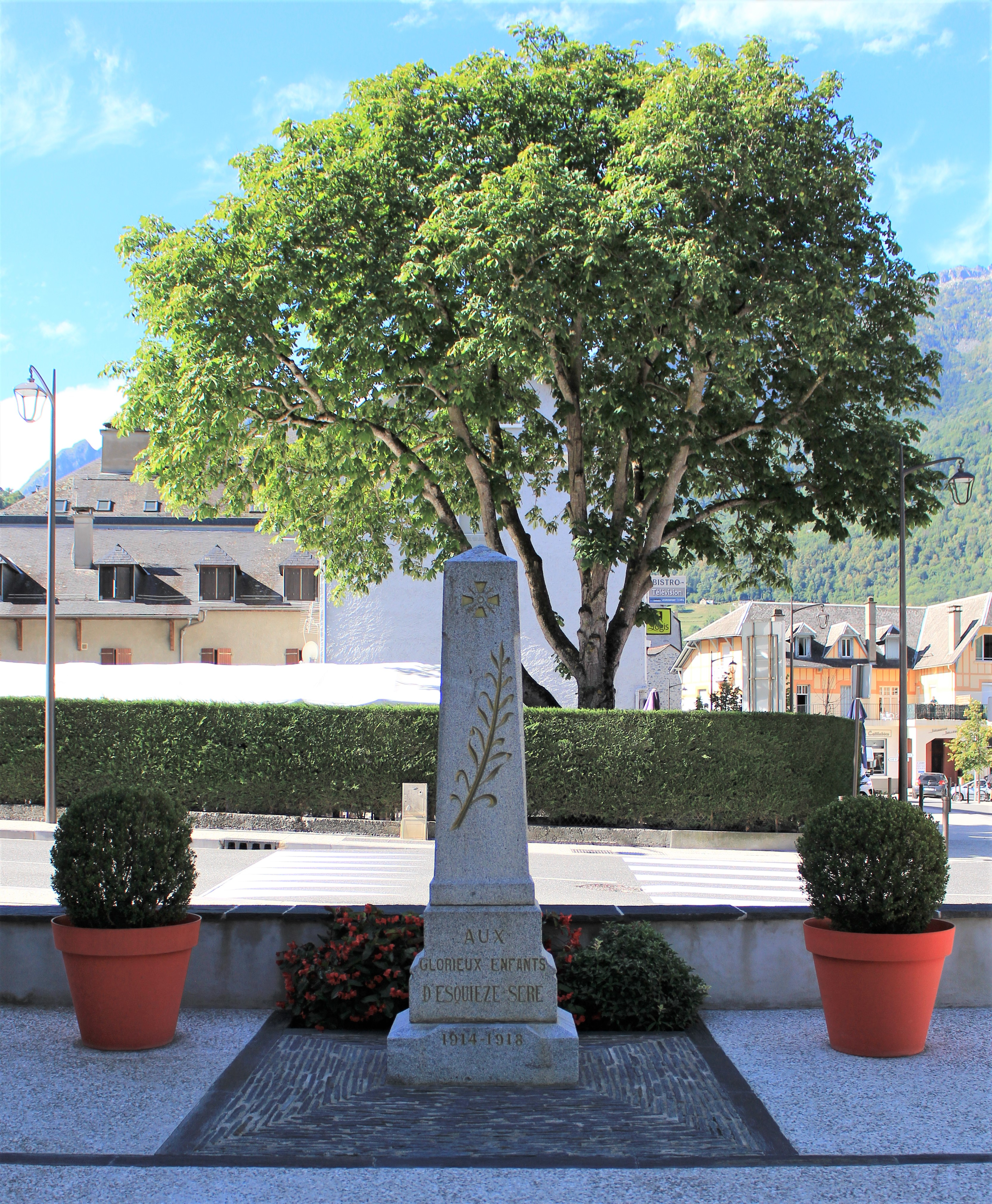
Le monument aux morts municipal.

### Héraldique
| Blason | Blasonnement : D'argent à une tour de sable sur une terrasse de sinople, accostée de deux sapins du même, surmontée d'une croisette aussi de sable accostée de deux soleils du même. |